# Toti e Tata

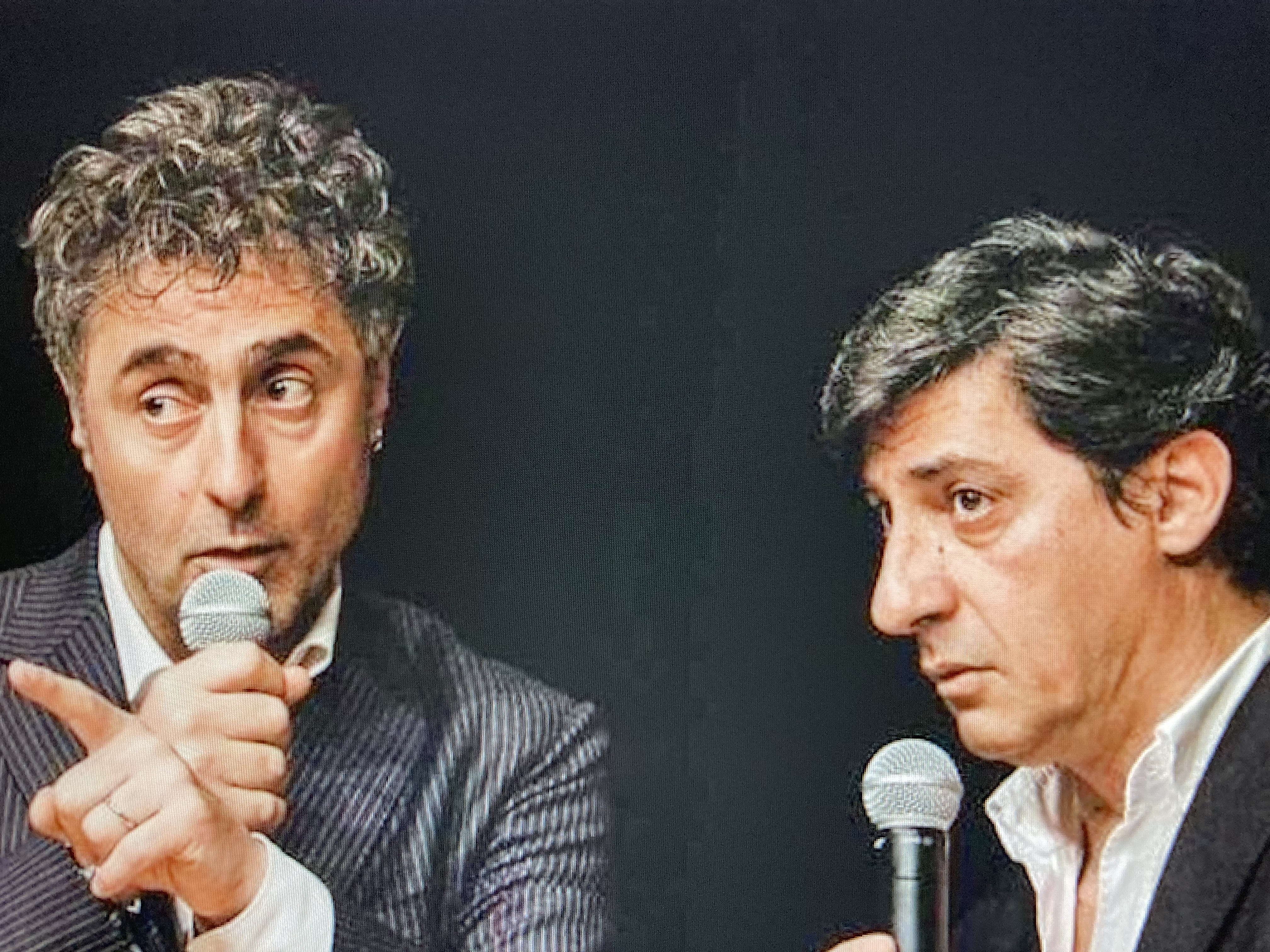
Antonio Stornaiolo e Emilio Solfrizzi

Toti e Tata è un duo comico composto da Emilio Solfrizzi e Antonio Stornaiolo, attivo dal 1985 al 1998 e riunitosi dal 2011.

## Carriera

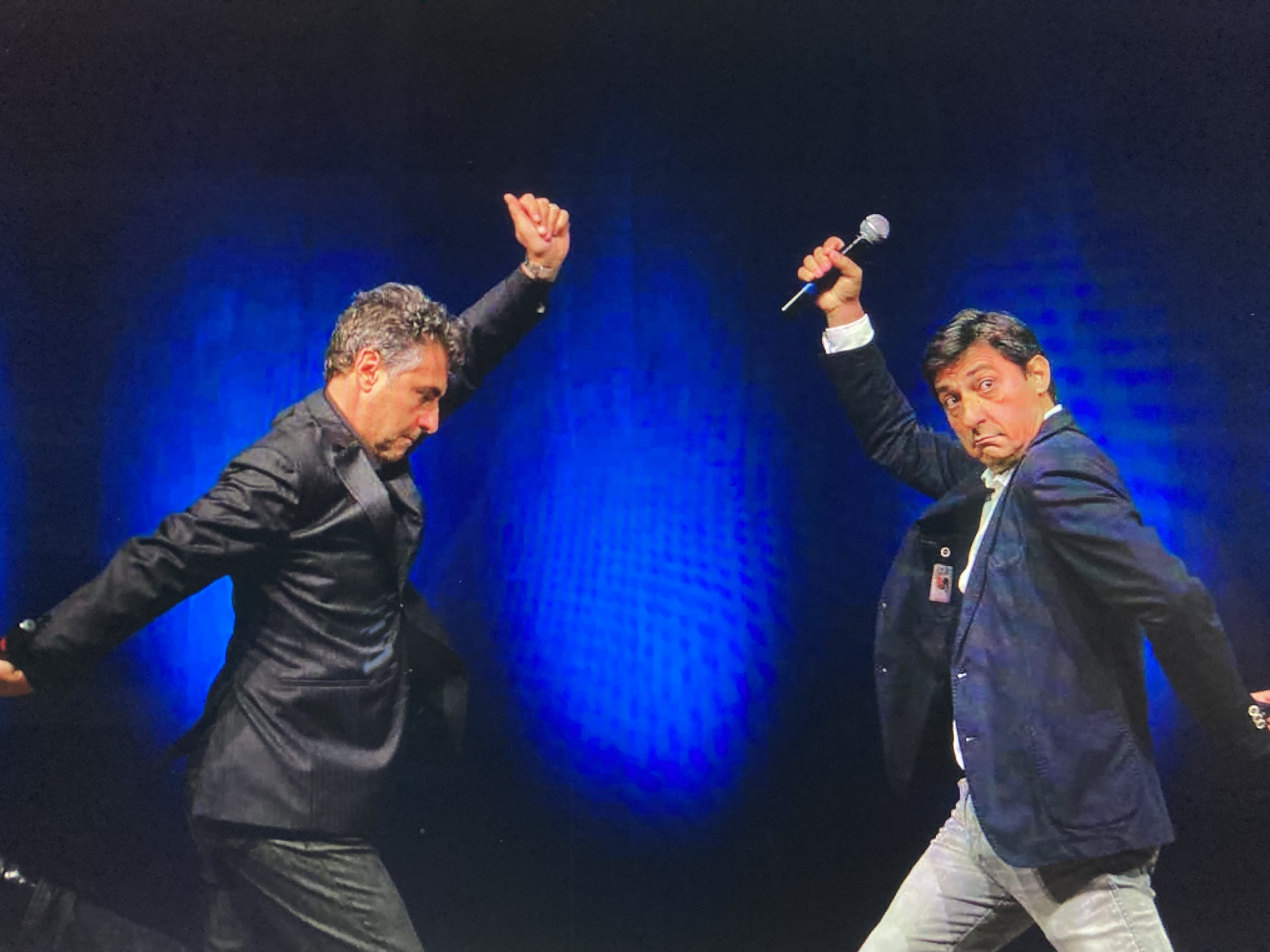
Antonio Stornaiolo e Emilio Solfrizzi – il duo "Toti e Tata"

Il duo nasce a Bari nel 1985. Dopo l'esperienza teatrale e la pubblicazione di un album musicale Se Ci Sei Datti Un Colpo, Toti e Tata cominciano una lunga carriera televisiva raggiungendo una notevole popolarità in Puglia e Basilicata.

### Televisione
Il grande successo ottenuto sulle reti locali Telebari, Telenorba e Teledue è dovuto alla loro satira irriverente, in gran parte legata alla collaborazione con l'autore e regista Gennaro Nunziante. Tra le interpretazioni più apprezzate del duo si ricordano:
- Filomena Coza Depurada (Solfrizzi) e Assunta Herrera (Stornaiolo) eroine del Novecento italiano;
- Totinho Camacho (Solfrizzi) e Cico Polmone (Stornaiolo) protagonisti della sitcom Filomena Coza Depurada;
- Mazza e Panella, animatori di finte televendite; il Signor Antonio Mazza (Stornaiolo) e il suo aiutante Ciro Ciuffino (Solfrizzi);
- Oesàis (parodia molfettese del famoso gruppo degli Oasis);
- Piero Scamarcio (Solfrizzi), cantante neomelodico barese ed il suo chitarrista rintronato lo "Scippatore d'emozioni" (Stornaiolo);
- Duo Novembre con l'ultimo poeta morente rimasto: Mino Pausa;
- Rocco Sanguellatte (Solfrizzi) e Freddy Inpetto (Stornaiolo) protagonisti de Il Polpo.

Tra le loro produzioni televisive di maggior successo, si ricordano i varietà Teledurazzo, Extra Tv, Televiscion (memorabile parodia dell'offerta televisiva contemporanea) e Love Store e le situation comedy Filomena Coza Depurada, Il Polpo e Melensa.
Toti e Tata contano inoltre varie apparizioni nelle TV nazionali (Va ora in onda - Rai1, Striscia la notizia - Canale 5, Estatissima Sprint - Canale 5, Qualcuno mi può giudicare - Rai 3, Star 90 - Rete 4, Il Tiggì delle vacanze - Canale 5, Condominio Mediterraneo - Rai 3, Zero a Zero - Rai 3) e sul grande schermo (Fratelli coltelli, nel 1997 e Besame mucho, nel 1998, entrambi diretti da Maurizio Ponzi).  
Nel 1998, al termine di Love Store, si separano in via ufficiale e intraprendono ciascuno un diverso percorso artistico.
Nel 1999 Telenorba realizza la trasmissione Magazzini Toti e Tata, nella quale vengono riproposti i migliori sketch presentati dal duo negli anni di collaborazione con la rete.

### Dopo lo scioglimento
Nel 2005 Solfrizzi è ospite di Renzo Arbore e Stornaiolo a Speciale per me. Il duo si ricompone così in televisione dopo sette anni (anche se solo per una serata), interpretando ancora una volta i personaggi partoriti dalla fantasia di Gennaro Nunziante.
In occasione del Capodanno a Bari, il 31 dicembre 2007, il duo Toti e Tata sono ancora insieme sul palco, dove ripropongono nuovamente alcuni dei personaggi e sketch del loro vasto repertorio comico, quali Mino Pausa e Matrimonio Metafisico. La coppia si ripropone al pubblico barese anche la notte di Capodanno 2008 in piazza Prefettura con lo spettacolo Tutto in una notte, ottenendo un successo straordinario nonostante il lungo periodo di separazione. Oltre 80.000 gli spettatori presenti. Con loro anche Gennaro Nunziante. 
Nel film, del 2009, di cui Solfrizzi è protagonista, Piede di Dio, una commedia amara sul mondo del calcio, nel solco della tradizione della commedia all'italiana (regia di Luigi Sardiello), spicca nel cast la partecipazione dello stesso Stornaiolo.
Analogamente, nell'ultima puntata della serie Tutti Pazzi Per Amore 2, trasmessa su Rai Uno il 24 maggio 2010, con Solfrizzi nel ruolo di Paolo Giorgi, Stornaiolo fa parte del cast interpretando un suo smemorato compagno di degenza, che alla fine presenzierà al matrimonio di Paolo con Laura Del Fiore (interpretata da Antonia Liskova), facendo loro da testimone di nozze.
Dal 2011 hanno ripreso a lavorare in coppia con spettacoli nei teatri italiani (Manzoni di Milano, Duse di Bologna, Petruzzelli, Piccinni, Kursaal di Bari, Verdi di Brindisi, Arena del Mare di Salerno) e nei luoghi all'aperto allestiti per l'occasione. Due i loro spettacoli più apprezzati: Il cotto e il crudo e Tutto il mondo è un palcoscenico. 
In occasione del concertone del 1º maggio 2019 svoltosi a Taranto, riuniscono il gruppo Oesàis portando sul palco le migliori canzoni rivisitate in chiave pugliese di fronte a decine di migliaia di persone.
Dal 4 all'8 luglio 2025 si esibiscono in concerto nei panni degli Oesàis e di Piero Scamarcio e Lo Scippatore di Emozioni alla Fiera del Levante di Bari registrando sold-out per tutte le quattro serate riproponendo tutto il loro repertorio con l'aggiunta di quattro nuove canzoni degli Oesàis.

## Televisione
- Star 90 (Rete 4, 1990)
- Filomena Coza Depurada (Telebari, 1992)
- Mazza e Panella (Telebari, 1992)
- Teledurazzo (Telenorba, 1993)
- Il Polpo (Telenorba, 1993)
- Farsa Italia (Telenorba, 1994)
- Extra Tv (Telenorba, 1994)
- Infelice Natale (Telenorba, 1994)
- Zero a Zero (Telenorba, 1995)
- Melensa (Telenorba, 1995)
- A Bari nessuno è straniero...nemmeno Guerrero (Telenorba, 1997)
- Televiscion (Telenorba, 1997)
- Love Store (Telenorba, 1998)